# Sakalava
I Sakalava sono una popolazione malgascia originaria della regione di Isaka (costa sudorientale del Madagascar). Insieme ai Bara e ai Betsileo, sono fra le popolazioni malgasce di origine più chiaramente africana. A causa del loro passato storico, che vide un largo periodo di predominio sugli altri gruppi tribali malgasci, i Sakalava sono fra le etnie più geograficamente diffuse del Madagascar.
Il nome Sakalava deriva dall'arabo saqaliba e indirettamente dal latino esclavus ("schiavo").

## Storia
L'origine dell'identità del popolo Sakalava risale al XVI secolo. I rapporti commerciali con gli Europei contribuirono al rapido sviluppo di diversi grandi regni malgasci, fra cui il Regno di Menabe, fondato dal re Andrianahifotsy, che giunse a controllare gran parte della costa occidentale dell'isola. Come capitale del proprio regno, Andriamisara I (successore di Andrianahifotsy) scelse Bengy, sulle sponde del fiume Sakalava. Dal Regno di Menabe si scisse in seguito il Regno di Boina, il secondo grande regno Sakalava. Complessivamente, i due regni controllavano un territorio corrispondente circa alle odierne province di Antsiranana, Mahajanga e Toliara.
I Sakalava di Menabe e Boina furono estremamente attivi nel commercio di schiavi. Scambiavano bestiame e schiavi con gli europei in cambio di armi da fuoco, che usavano per rafforzare il loro predominio sulle altre popolazioni locali, molte delle quali erano tenute a pagar loro tributi. Erano ottimi navigatori, e con le loro flotte di canoe con bilanciere razziavano le Comore e le coste dell'Africa orientale, ma neanche l'entroterra veniva risparmiato. Il loro predominio fu in seguito gradualmente eclissato dall'ascesa dei Merina e poi definitivamente cancellato dalla colonizzazione francese.

## Cultura

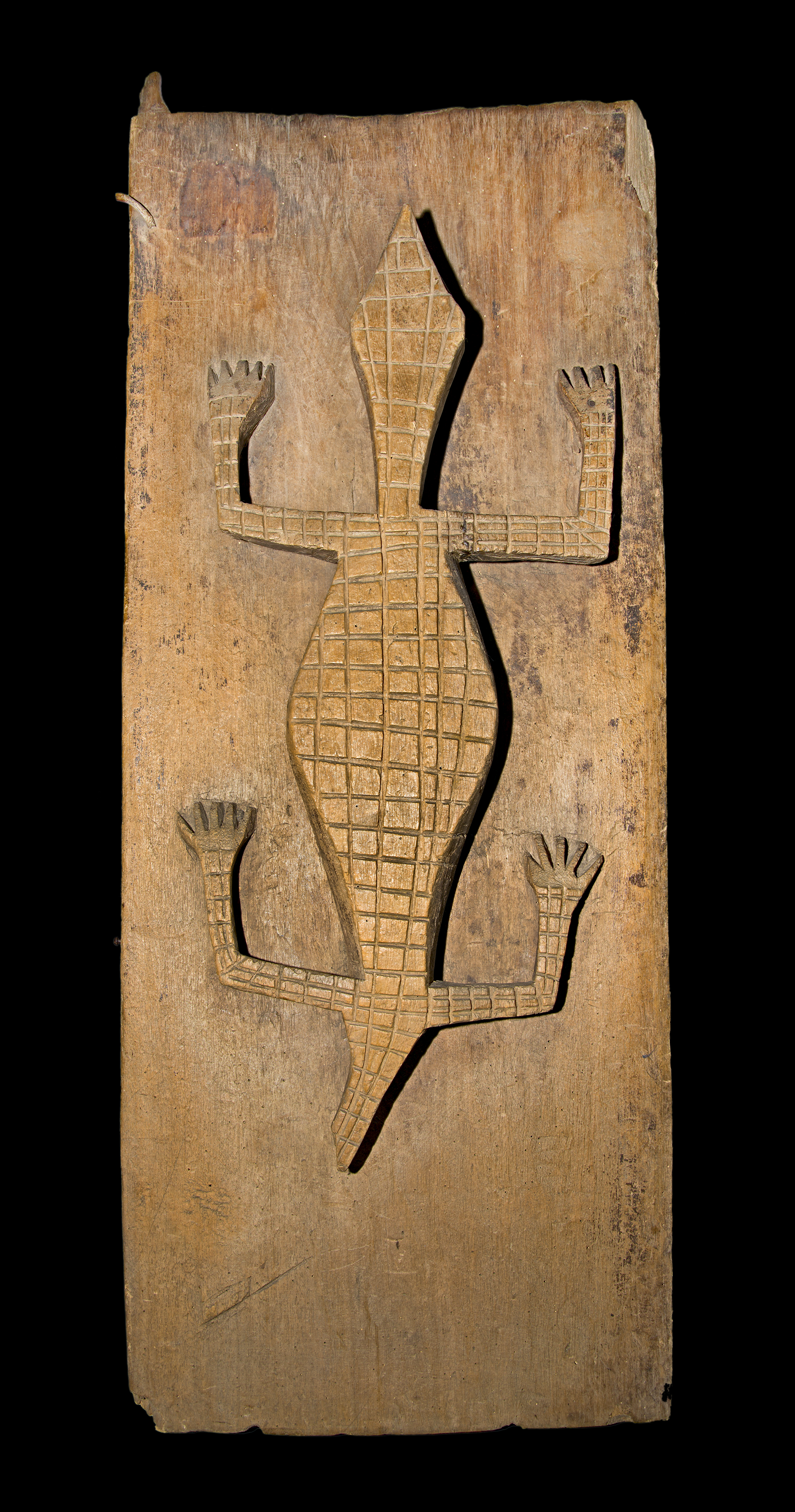
Porta, XIX secolo.

I Sakalava sono un popolo di pastori; soprattutto nelle regioni interne del Madagascar il loro sostentamento è centrato sull'allevamento di zebù. Sono anche coltivatori di manioca, riso e mais.
Molti elementi della cultura Sakalava rivelano le origini africane di questo popolo. Come altre popolazioni malgasce, venerano i defunti; reliquie come pezzi d'osso sono considerati oggetti magici. Le tombe Sakalava sono costruite principalmente in legno e spesso decorate con sculture lignee con soggetti erotici.
Ogni dieci anni il popolo dei Sakalava celebra le proprie origini comuni riunendosi a Belo, sulle sponde del fiume Tsiribihina, per celebrare il rito del fitampoha ("bagno delle reliquie dei re"). Durante questo rito vengono rievocati gli spiriti degli antichi re (in particolare Andrianahifotsy e Andriamandisoarivo, fondatore del regno di Boina). Ci sono due diversi tipi di "medium", attraverso cui parlano gli antenati: gli mpisoro (che significa "maestro di cerimonia" ma anche indovino) e i sazoky ("posseduto dai re").
La società Sakalava è fortemente gerarchica. I riti funebri sono radicalmente diversi fra i nobili, le persone comuni e i discendenti degli schiavi (la casta più bassa).